# 選挙 (映画)
『選挙』（せんきょ）は、日本のドキュメンタリー映画。映画監督の想田和弘による観察映画第1弾。
ベルリン国際映画祭、シドニー映画祭、シネマ・ドゥ・レエル映画祭、サウス・バイ・サウス・ウエスト映画祭、ブエノスアイレス国際インディペンデント映画祭、香港国際映画祭、バルセロナ・アジア映画祭、フリブール映画祭、Hot Docs カナダ国際ドキュメンタリー映画祭などに正式招待。ベオグラード・ドキュメンタリー映画祭で、グランプリを受賞した。
また、60分短縮版がBBC、PBS、ARTE、NHKなど200カ国近くでテレビ放映され、国内外で大きな注目と評価を得る。2009年には、米国放送界最高の名誉とされるピーボディ賞を受賞する。
日本では2007年、アステアの配給により、全国で劇場公開された。紀伊国屋書店からDVDが発売されている。

## あらすじ
2005年9月の郵政民営化選挙の直後、切手・コイン商を営んでいた40歳の山内和彦は、ひょんなことから川崎市議会議員補欠選挙の公募の面接に合格し、なんと自民党公認の候補者となった。しかし、山内は政治に関してはまったくの素人で、東京都出身の山内にとっては川崎市宮前区は縁もゆかりも無い所で、まさに落下傘候補だった。他の民主党・共産党・市民派（神奈川ネットワーク運動）の3候補はベテランぞろいだが、民主党との議席数は拮抗しており、自民党としてはなんとしてもここは勝ちたいと思っている。
三バン（地盤・看板・鞄（組織・知名度・お金））も無い山内だが、「補欠選挙」ということで地元の国会議員や市議会議員、そして彼等の支持者たちの手厚い支援を受ける。山内はドブ板選挙を展開し、片っ端から保育園やバス停などにいる人にも声をかけ、地域の運動会や祭りにも行き、「電柱にもお辞儀作戦」にでて、妻も含めて必死の選挙活動を行うが……。

## 山内和彦
- 1965年 東京都江戸川区生まれ
- 愛媛県立今治西高校を卒業。気象大学校と信州大学をともに中退。
- 1989年 五年間の浪人を経て東京大学文科三類入学
- 1996年 三年の留年を経て東京大学文学部言語文化学科卒業
- 1996年 東京大学社会情報研究所教育部特別研究生入学
- 2005年10月23日 川崎市議会議員選挙宮前区選挙区補欠選挙（欠員1）に自由民主党公認で出馬、初当選（20,544票）
- 2005年度 川崎市議会 環境委員会委員
- 2006年度 川崎市議会 健康福祉委員会委員
- 2007年5月2日 川崎市議会議員 任期満了（次期選挙には不出馬）
- 2007年12月 著書『自民党で選挙と議員をやりました』（角川SSC新書）を刊行
- 2011年4月10日　川崎市議会議員選挙宮前区選挙区（定数9）に無所属で出馬、落選（1,306票）

父親は、2代続く特定郵便局長。子供の頃の夢は「東大を出て政治家になる」だったが、その夢をかなえたことになる。
コイン・切手収集の趣味から、切手・コイン商を始める。知人の勧めと、小泉純一郎首相（当時）の大ファンだったこともあり、自民党川崎市議候補の公募に応募し、当選した。
会社員の妻と2人暮らし（当時）で、重点政策は子育て支援。選挙には夫婦そろってホワイトバンドを手首につけて臨んだ。選挙後に長男が生まれる。
議員活動を続けたいという意思はあったが、次は自民党の公認を取れる見込みが無く、また無所属での出馬は自分を支えてくれた自民党や支持者への裏切りとなると判断し、出馬を見合わせることとした。
現在は主夫として、子育てに専念中。また国内外での『選挙』上映時の舞台挨拶や、講演活動も行っている。
2011年4月10日投票の川崎市議会議員選挙宮前区選挙区に無所属で出馬した。脱原発などを訴え、防護服を着て演説を行なった。『選挙2』ではその様子が撮影されている。
2015年江戸川区議会議員選挙にも、無所属で出馬した。『選挙3』制作も検討されたが、想田のスケジュールの都合などもあり、見送られた。

## 登場人物
- 山内和彦（川崎市議会補欠選挙・自民党公認候補）
- 山内さゆり（山内和彦の妻）
- 浅野文直
- 石田康博
- 石原伸晃
- 荻原健司
- 川口順子
- 小泉純一郎 （実際には参議院議員神奈川補欠選挙の川口順子候補者の応援の「ついで」に訪れたにすぎない）
- 高尾紀久雄
- 田中和徳
- 永井はる子
- 橋本聖子
- 松川正二郎
- 持田文男
- 矢沢博孝
- 山際大志郎
- 山田甫夫
- 川崎市の皆さん
- 自民党川崎支連の皆さん
- 各後援会の皆さん
- ウグイス嬢の皆さん
- 東大同窓生の皆さん
- 太田公子（民主党）
- 渡辺あつ子（神奈川ネットワーク運動）
- 藤井一夫（日本共産党）

## スタッフ
- 監督・撮影・編集：想田和弘 - 山内とは入学年度が同じ友人であり、それがきっかけで「選挙」を撮ることとなった。
- 製作：想田和弘、Laboratory X, Inc.
- 協力：IFP
- 配給・宣伝：アステア

## 上映された映画祭・特別上映

### 2007年
- ベルリン国際映画祭
- SXSW映画祭
- シネマ・ド・レアル
- フリブール映画祭
- 香港国際映画祭
- ブエノスアイレス・インディペンデント映画祭
- Hot Docs カナダ国際ドキュメンタリー映画祭
- バルセロナ・アジア映画祭
- シドニー映画祭
- シネマ・デジタル・ソウル
- 山形国際ドキュメンタリー映画祭
- アジアン映画祭
- 高雄映画祭
- リーズ国際映画祭
- コペンハーゲン国際ドキュメンタリー映画祭
- トワ・コンティナタル映画祭
- ニッポン・コマ映画祭
- ワルシャワ国際映画祭
- マノスク国際映画祭

### 2008年
- テトワン地中海国際映画祭
- MoMAにて2008年4月7日から4月13日の一週間、特別上映される
- 足利映像祭

## 受賞

### 2009年
- ピーボディ賞
- ベオグラード・ドキュメンタリー映画祭グランプリ

## DVD
- 『選挙』（紀伊國屋書店 2007年12月12日発売）特典映像60分収録